# DR-Baureihe 186
In den Nummernbereich 186 ordnete die Deutsche Reichsbahn bei der Einführung der EDV-Nummerung zum 1. Juli 1970 entsprechend dem Baureihenschema die zweiachsigen Triebwagen älterer Produktion ein. Die ehemaligen Fahrzeuge, die von der Kleinbahnabteilung des Provinzialverbandes Sachsen zur Deutschen Reichsbahn gekommen waren, sind hier mit der Nummerierung und Gesellschaft angeführt, die sie zum Zeitpunkt der Kleinbahnabteilung getragen haben.
| EDV-Nummer  | DR-Betriebsnummer | urspr. Betriebsnummer                 | Bemerkung                                     |
| ----------- | ----------------- | ------------------------------------- | --------------------------------------------- |
| 186 001     | VT 135 033        |                                       |                                               |
| 186 002     | VT 135 039        |                                       |                                               |
| 186 003     | VT 135 040        |                                       |                                               |
| 186 004     | VT 135 062        |                                       |                                               |
| 186 005     | VT 135 063        |                                       |                                               |
| 186 006     | VT 135 106        |                                       |                                               |
| 186 007     | VT 135 109        |                                       |                                               |
| 186 010     | VT 135 501        | OHE T 1                               |                                               |
| 186 011     | VT 135 517        | Mühlhausen-Ebelebener Eisenbahn T 08  |                                               |
| 186 012     | VT 135 518        | Kyffhäuser Kreisbahn T 32             |                                               |
| 186 013     | VT 135 519        | Langensalzaer Kleinbahn T 15          |                                               |
| 186 014     | VT 135 520        | Stralsund-Tribseer Eisenbahn Nr. 1031 |                                               |
| 186 015     | VT 135 521        | Delitzscher Kleinbahn Nr. 29          |                                               |
| 186 016     | VT 135 522        | Altmärkische Eisenbahn Nr. 33         |                                               |
| 186 017     | VT 135 523        | Stendaler Eisenbahn Nr. 34            |                                               |
| 186 018     | VT 135 524        | Genthiner Eisenbahn Nr. 31            |                                               |
| 186 019     | VT 135 525        | Kleinbahn Wallwitz-Wettin T 1         |                                               |
| 186 020     | VT 135 530        | Delitzscher Kleinbahn Nr. 12          |                                               |
| 186 021     | VT 135 531        | Delitzscher Kleinbahn Nr. 39          |                                               |
| 186 022     | VT 135 533        | Kleinbahn Heudeber-Mattierzoll Nr. 11 |                                               |
| 186 023     | VT 135 534        | Prettin-Annaburger Kleinbahn Nr. 5    |                                               |
| 186 024     | VT 135 535        | Kleinbahn Schildau-Mockrehna Nr. 8    |                                               |
| 186 025–027 | VT 135 536–538    | GHWE Nr. 51 bis 53                    |                                               |
| 186 028     | VT 135 539        | GHWE Nr. 61                           |                                               |
| 186 029     | VT 135 540        | Genthiner Eisenbahn Nr. 13            |                                               |
| 186 030     | VT 135 541        | Kleinbahn Wallwitz-Wettin T 14        |                                               |
| 186 031     | VT 135 543        | HBE T 4                               |                                               |
| 186 032     | VT 135 544        | Kleinbahn Osterburg-Pretzier Nr. 4    |                                               |
| 186 033     | VT 135 546        | Delitzscher Kleinbahn VT 38           |                                               |
| 186 034     | VT 135 547        | Obereichsfelder Kleinbahn T 3         |                                               |
| 186 035     | VT 135 549        | Kleinbahn Bebitz-Alsleben T 2         |                                               |
| 186 036     | VT 135 550        | Kleinbahn Rennsteig-Frauenwald T 9    |                                               |
| 186 257     | VT 135 054        |                                       | Dienstwagen des Präsidenten der RBD Magdeburg |
| 186 258     | VT 135 110        |                                       | Dienstwagen des Präsidenten der RBD Halle     |
| 186 259     | VT 135 131        |                                       | Dienstwagen des Präsidenten der RBD Erfurt    |